# 佐世保市立鹿町中学校
佐世保市立鹿町中学校（させぼしりつ しかまちちゅうがっこう、Sasebo City Shikamachi Junior High School）は、長崎県佐世保市鹿町町下歌ヶ浦にある公立中学校。略称「鹿中」。

## 概要
歴史
1947年（昭和22年）に学制改革で発足した鹿町村内の中学校2校（鹿町中学校・歌浦中学校）を前身とする。1972年（昭和47年）に統合された。2012年（平成25年）に創立65周年（統合から40周年）を迎えた。
校訓
「磨きあえ心、学びあえ知、鍛えあえ体」
校章
上に歌浦（中学校）の「う」、中央に「中」、下に鹿町（中学校）の「し」の文字を置いている。
校歌
作詞は市瀬正生、作曲は田元千之による。歌詞は3番まであり、各番に校名の「鹿町中学」が登場する。
校区
「長崎県佐世保市鹿町町」全域。小学校区は佐世保市立鹿町小学校、佐世保市立歌浦小学校。

## 沿革
旧・鹿町中学校
- 1947年（昭和22年）
  - 4月1日 - 学制改革（六・三制の実施）が行われる。
    - 鹿町国民学校の初等科が改組され、「 鹿町村立鹿町小学校」となる。
    - 鹿町国民学校の高等科と青年学校の普通科が改組され、「鹿町村立鹿町中学校」（新制中学校）が発足。
      - 当初、中学校は小学校校舎の一部を使用。生徒数は211名、初代校長は内山武治。
      - この当時の「鹿町」の読みは「ししまち」

  - 5月17日 - 開校式を挙行。この日を創立記念日に制定。
  - 10月1日 - 鹿町村が町制を施行し、鹿町町が発足。これにより「鹿町町立鹿町中学校」に改称。
- 1948年（昭和23年）11月7日 - 小・中合同PTAが発足。
- 1949年（昭和24年）
  - 4月1日 - 学級増で計9学級（各学年3学級）となる。
  - 5月24日 - 天皇巡幸を潜竜駅で奉迎。
  - 9月1日 - 木造新校舎3教室が完成し、一部移転。
- 1950年（昭和25年）
  - 2月11日 - 木造平屋新校舎2棟が完成。
  - 5月2日 - 校旗を制定。
- 1952年（昭和27年）
  - 4月20日 - 校舎前の傾斜地に茶の種をまく。
  - 10月15日 - 特別教室が完成。
- 1953年（昭和28年）- 1954年（昭和29年）- 炭鉱不況により、欠食生徒が続出。
  - 全国より数多くの救援・義援金が届き、パン・ミルク給食を実施。
- 1955年（昭和30年）
  - 8月31日 - 温室が完成。
  - 9月25日 - 運動場が完成。
  - 12月3日 - 水道工事が完了。
- 1956年（昭和31年）2月18日 - イヌマキ500本を植樹。
- 1957年（昭和32年）11月10日 - 長崎県下の中学校としては初めて完全給食を開始。
- 1958年（昭和33年）10月1日 - 鹿町の読みが「ししまち」から「しかまち」に変更になる。
- 1961年（昭和36年）
  - 4月 - PTAが小学校と中学校に分離。
  - 11月11日 - ブラスバンドを創部。
- 1963年（昭和38年）11月9日 - 相撲場が完成。
- 1967年（昭和42年）2月25日  - 創立20周年を記念して「希望に燃ゆる少年・少女の像」を除幕。
- 1967年（昭和42年）4月1日 - 歌浦中学校との名目統合により「鹿町町立鹿町中学校 鹿町校舎」になる。
  - 所在地 - 長崎県北松浦郡鹿町町深江免781番地（現・鹿町小学校校地および隣接地、北緯33度17分56.2秒 東経129度36分57.3秒）
  - 校章 - 校名にちなみ鹿の角の絵と学問を表すペン先の絵を組み合わせたものを背景にして中央に「中」の文字を置いている[1]。
  - 校歌 - 作詞は黒川歩、作曲は宗久弥による。歌詞は3番まであり、歌詞中に校名は登場しない。

旧・歌浦中学校
- 1947年（昭和22年）
  - 4月1日 - 学制改革（六・三制の実施）が行われる。
    - 歌浦国民学校の初等科が改組され、「 鹿町村立歌浦小学校」となる。
    - 歌浦国民学校の高等科と青年学校の普通科が改組され、「鹿町村立歌浦中学校」（新制中学校）が発足。
      - 当初、中学校は小学校東校舎など7教室を使用。生徒数は444名、初代校長は浜野由雄。
      - この当時の「鹿町」の読みは「ししまち」

  - 10月1日 - 鹿町村が町制を施行し、鹿町町が発足。これにより「鹿町町立歌浦中学校」に改称。
- 1948年（昭和23年）10月1日 - 小・中合同後援会が発足。
- 1949年（昭和24年）
  - 3月25日 - 上歌ヶ浦免字大岳444番2号に植林を実施。
  - 11月1日 - 8教室を増築。
- 1950年（昭和25年）
  - 4月23日 - 後援会をPTAに改組。
  - 10月30日 - 12教室を増築。
- 1951年（昭和26年）
  - 5月6日 - PTAが小学校と中学校に分離。
  - 6月17日 - 木造2階建ての東校舎10教室が完成。
- 1954年（昭和29年）10月17日 - 校旗・校歌を制定。
- 1956年（昭和31年）3月15日 - 学校園が完成。
- 1957年（昭和32年）7月11日 - 産業教育作業室が完成。
- 1958年（昭和33年）10月1日 - 鹿町の読みが「ししまち」から「しかまち」に変更になる。
- 1960年（昭和35年）11月10日から1951年（昭和36年）2月19日 - 本ヶ浦運動場を整地。
- 1961年（昭和36年）3月20日 - 給食室を新設。
- 1967年（昭和42年）4月1日 - 鹿町中学校との名目統合により「鹿町町立鹿町中学校 歌浦校舎」になる。
  - 所在地 - 長崎県北松浦郡鹿町町下歌ヶ浦免109番7号（現・養護老人ホームしかまち敷地、北緯33度16分28.5秒 東経129度35分35.4秒）
  - 校章 - 柏の葉と鏡の絵を組み合わせたものを背景にして中央に「中」の文字を置いている[1]。
  - 校歌 - 作詞・作曲不詳。歌詞は3番まであり、各番に校名の「歌浦中学」が登場。

統合・鹿町中学校
- 1967年（昭和42年）
  - 4月1日 - 鹿町中学校と歌浦中学校を統合（名目上の統合）し、「鹿町町立鹿町中学校」となる。
    - 統合校舎完成までの間、旧2校の校舎を「鹿町校舎」・「歌浦校舎」として使用を継続。

  - 7月 - 歌浦校地への統合校舎の建設（増築）を開始。
- 1968年（昭和43年）
  - 4月1日 - 統合校舎が完成し、移転を完了。旧・鹿町校舎を廃止。実質統合となる。
  - 5月12日 - 体育館が完成。
- 1989年（平成元年）7月29日 - 台風11号で体育館が床上浸水。
- 1990年（平成2年）1月16日 - パソコンを設置。
- 1996年（平成8年）7月8日 - 2年生の職場体験を開始。
- 1997年（平成9年）12月1日 - 現在地での新校舎建築が開始。
- 1998年（平成10年）12月22日 - 新校舎が完成し、移転作業を開始。
- 1999年（平成11年）
  - 3月16日 - 校舎お別れ式を実施。旧校舎解体に着手。
  - 5月1日 - 新校舎落成式を挙行。
  - 10月7日 - 庭球コート完成
- 2000年（平成12年）2月28日 - 校門・庭園が完成。
- 2001年（平成13年）11月5日 - 北海道河東郡鹿追町立鹿追中学校との生徒会テレビ交流事業を実施。
- 2002年（平成16年）3月12日 - 校訓碑を建立・除幕。
- 2010年（平成22年）3月31日 - 市町村合併より、「佐世保市立鹿町中学校」（現校名）に改称。

## アクセス
最寄りのバス停
- 西肥自動車（西肥バス）「大屋入口」バス停

最寄りの国道・県道
- 長崎県道18号佐々鹿町江迎線

## 周辺
- 鹿町運動場・体育館
- 鹿町歴史民俗資料室
- 佐世保市役所鹿町支所（旧・鹿町町役場、佐世保市役所鹿町行政センター[3]）
- 佐世保市消防局西消防署江迎鹿町出張所鹿町分所
- 鹿町郵便局

## 関連事項
- 長崎県中学校一覧
- 佐世保市中学校一覧